# Pamela Wallin
Pamela Wallin (nacida el 10 de abril de 1953) es una periodista de televisión canadiense y diplomática. El 2 de enero de 2009, fue nombrada miembro del Senado canadiense, donde ella se sienta como conservadora.

## Primeros años y carrera
Wallin nació en Wadena, Saskatchewan, en una familia de origen sueco. Wallin ha pasado gran parte de sus años de formación en Wadena pero completó su bachillerato en Moose Jaw. Después de obtener una licenciatura en psicología y ciencias políticas de la Universidad de Saskatchewan, Regina Campus (ahora la Universidad de Regina), comenzó su carrera como asistente social en la Penitenciaría Federal de Saskatchewan. Políticamente, fue miembro de The Waffle, una facción del ala izquierda del Partido Nueva Democracia.

## Periodismo
Al año siguiente, comenzó su carrera en el periodismo, uniéndose a la división de noticias de CBC Radio. En 1979, se incorporó a la oficina de Ottawa de la Estrella de Toronto. En 1981, se incorporó a la CTV y se convirtió en coanfitriona, con Norm Perry, de Canada AM. En 1985, la CTV la nombró su jefe de la oficina de Ottawa. Más tarde se reincorporó Canada AM, presentando junto a J. D. Roberts.
En 1992, la televisión CBC contrató a Wallin, en una medida muy publicitada. Durante muchos años, The National había sido seguido por una revista de 40 minutos cada noche, conducido por Barbara Frum, llamado The Journal. Sin embargo, como resultado de la muerte de Frum en febrero de 1992, el CBC quería renovar y volver a colocar todo su enfoque a la programación de noticias.
En el otoño de ese año, Wallin y Peter Mansbridge debutaron como las copresentadores de Noticias de Prime Time. En lugar de la vieja segregación de Mansbridge leyendo las noticias a nivel nacional, seguido por la introducción de Frum de documentales y las características de actualidad y entrevistas con protagonistas de las noticias en The Journal, el nuevo espectáculo ofreció a Wallin y Mansbridge como anfitriones iguales de todo el paquete. A su vez, el nuevo show salió al aire a las 9 p. m., una hora antes que el viejo tándem National/Journal.
El espectáculo tuvo un pobre desempeño en los grados, y en 1994, había regresado a su antiguo formato y franja horaria, con Mansbridge leer las noticias, seguido por un segmento de alojamiento Wallin revista que finalmente tomó el nombre de la revista nacional. En 1995, Wallin fue sustituido como anfitrión de la revista Hana por Gartner.
Después de su expulsión del CBC News, Wallin creó su propia compañía de producción, y lanzó una serie de entrevistas diarias llamada Pamela Wallin en vivo. Transmitido por CBC Newsworld y, en algunos años, en la red principal de la CBC, así, Pamela Wallin en vivo fue una serie muy exitosa que contó con Wallin entrevistando a protagonistas de las noticias, celebridades y otras personalidades interesantes de una manera similar a Larry King de CNN en vivo. La demostración funcionó durante cuatro años antes de que Wallin se trasladase a la TalkTV de cable de red.
En 2000, fue presentadora de la edición canadiense de ¿Quién quiere ser millonario?.
En 2001, Wallin, junto con el entonces ministro de Asuntos Exteriores John Manley, fue una de los organizadores del rally "Canada Loves New York" (Canadá ama Nueva York) para los canadienses para mostrar su apoyo después de los atentados del 11 de septiembre (Manley corrió en el Maratón de Nueva York en 2001, un factor que contribuye a organizar el rally). En 2003, Wallin y el senador Jerry Grafstein fueron honrados por la Sociedad Canadiense de Nueva York por su continuo compromiso con el fortalecimiento de los lazos entre Canadá y Estados Unidos. En 2001, Wallin habló públicamente sobre su batalla contra el cáncer de colon.
Wallin también ha publicado dos libros, Since You Asked y Speaking of Success, y ha hecho apariciones cameo en la comedia de serie canadiense Royal Canadian Air Farce y Corner Gas.

## Nombramientos diplomáticos y académicos
El 25 de junio de 2002, la carrera de televisión de Wallin llegó a su fin cuando el primer ministro Jean Chrétien aconseja a la Gobernadora General Adrienne Clarkson a nombrar a Wallin para un mandato de cuatro años como Cónsul General de Canadá en Nueva York, su primer destino diplomático. Más tarde se convirtió en asesora del presidente de la Sociedad de las Américas y el Consejo de las Américas en Nueva York.
En marzo de 2007, fue nombrada Canciller de sesiones de la Universidad de Guelph, instalándose en junio de ese mismo año, y es también ahora una directora corporativa de CTVglobemedia y se sienta en el Panel sobre el futuro papel de Canadá en Afganistán, presidido por el exministro John Manley.
El 2 de enero de 2009, Wallin fue nombrada miembro del Senado de Canadá con el asesoramiento del primer ministro Stephen Harper. Ella se ha comprometido a renunciar y postularse como candidata cuando Saskatchewan realice su primera elección del Senado  que el Premier Brad Wall ha prometido hacer. También fue nombrada por el Gobernador General como coronel honorario de la Real Fuerza Aérea Canadiense.

## Honores
En 1994, su ciudad natal, Wadena, Saskatchewan nombró su principal calle Pamela Wallin Drive en su honor. En 1999, fue incluida en la Orden del Mérito de Saskatchewan, y en 2007 fue nombrada Oficial de la Orden de Canadá. En 2008, Toastmasters International anunció que Wallin sería ganadora de ese año de su premio Galven de Oro, que se presentará en su conferencia anual en agosto.
Wallin ha recibido 13 doctorados honoris causa, incluso de la Universidad de Athabasca, la Universidad de Lethbridge y la Universidad de Windsor.